# NONO
陳宣裕（1971年3月21日—），藝名NONO，臺灣主持人、搞笑藝人、商人。曾為主持人吳宗憲旗下「憲憲家族」成員，也是吳宗憲的搭檔之一。2015年起，NONO多方發展個人副業。在2023年臺灣＃MeToo運動中被多位受害者指控性侵等性犯罪行為，在2024年被士林地檢署依強制性交、強制猥褻等7罪提起公訴。

## 早年
陳宣裕出生於新北市瑞芳區，畢業於臺灣省立瑞芳高級工業職業學校。

## 演藝生涯
1990年代，三立衛視（今三立電視）成立經紀部時簽下NONO，他成為首位進入其經紀部的藝人，當時的日薪為新台幣2000元，且能參演三立的任何節目；後NONO開始擔任攝影助理、道具工作人員，繼而在當時三立綜藝台頗受好評的歌唱競賽節目《21世紀新人歌唱排行榜》擔任工作人員，NONO幾乎每一集都被該節目女主持人馬維欣使喚上台曝光，在當時他已小有名氣。
NONO曾任許效舜的司機並拜其為師，在《鐵獅玉玲瓏》中也擔任炒熱氣氛的鼓手，並不時表演自創的「划船舞」（源自軍中習得的操槍專長，以槍代槳，屁股坐地伸縮腿模擬划船）。在《黃金夜總會》的許多短劇單元中，NONO以出人意表的笑料展現綜藝實力。而後NONO加入吳宗憲旗下「憲憲家族」，成為其中主要成員，家族中的主持人以同年出道的NONO和康康最為耀眼，他成為吳宗憲身邊的頂尖搭檔。吳宗憲、康康和NONO的搭檔成為受觀眾喜愛的組合，媒體《聯合報》評價他們三人的組合「默契一級棒」；康康常被調侃為「外星混血」，NONO則是「幾光男孩」（陽光男孩、膀胱男孩、走光男孩、兩光男孩、輸光男孩）。1999年後，NONO和吳宗憲搭檔主持東森綜合台綜藝節目《JACKY SHOW》。2002年，NONO和吳宗憲再合作主持中視週末黃金時段綜藝節目《周日八點黨》，大受好評；媒體「新浪娛樂」評論《周日八點黨》除了「奠定吳宗憲的綜藝天王地位」，也讓合作主持的康康和NONO成為他的頂尖搭檔。
2008年，NONO被稱「B咖一哥」，在綜藝遊戲節目《天才衝衝衝》創立「嗯哈哈樂團」；因NONO從小就視歌手庾澄慶為偶像，亦常參演庾主持的台視節目《百萬大歌星》，擔任固定來賓，自封「班長」。2009年，他於經紀合約期滿後離開憲憲家族。2015年起，NONO積極跨足餐飲產業，發展個人副業。

## 副業經營
2009年，NONO開設潮牌服飾店，直到2012年6月仍未虧損。2015年2月，NONO和商人劉明道、歌手唐儷合夥投資創立連鎖雞排店「艋舺雞排」；開幕試營運近半個月的每日營業額突破台幣6萬元，NONO出任董事品牌總監。2016年初，於中國大陸開設海外分店；2017年再於美國亞特蘭大和休士頓、加拿大多倫多、英國持續拓點。至2018年4月，全台自營與加盟店家數已達60家以上，其中3家店是直營店，其他店則為加盟店；台灣跟海外共有78家店，當中共4家直營店、每月營收總計約台幣500萬元，加盟店則各自獨立營運獲利；而演藝圈許多藝人和名媛孫芸芸為常客。
2016年底，NONO與艋舺雞排經營團隊投資開設古早味蛋糕店「Sofia雞蛋妹蛋糕（已結束營業）」，並與妻子朱海君開設美式漢堡店「桑威奇Only Love美式餐廳（2021年5月31日結束營業）」。2018年1月，他和好友歐漢聲合夥開設花果茶系列手搖飲料店「花羨沐嵐」，由歐漢聲擔任董事，至同年3月已有2家分店。
2021年7月1日，NONO宣布退出「艋舺鸡排」连锁店。
2022年12月，與朋友一起創立「虎霸魷魚、雞排、炸物連鎖餐飲企業」。
2023年6月21日，「艋舺雞排」特別聲明公告，早在2019年底與NONO終止代言合作關係，NONO個人捲入性騷擾行為現已無權干涉，之後且不再多做相關回應，艋舺雞排尊重兩性平權自主。

## 個人生活
「NONO」這個小名來自父母在NONO年幼時怕他被人拐跑，告訴他如果遇到陌生人要說「NO！NO！」。其軍旅生涯在中華民國憲兵單位服役（忠貞435梯次），以上兵軍階退伍。NONO多次在節目中表示，中華民國建國八十年雙十節國慶閱兵大典（演習代號：華統演習）中，他曾擔任閱兵指揮部掌旗禮兵，負責執掌空軍軍旗。
2011年11月3日，NONO在台南棒球場「2011明星公益棒球賽」上向交往2年多的女友歌手朱海君下跪求婚，而朱海君亦答應。然而因朱海君的媽媽見女兒事業剛起步，不宜過早結婚而反對，兩人暫時分開四個月。最終NONO經師父許效舜和好友曾國城等人的助陣到朱家提親成功，兩人在2013年7月12日結婚，伴郎是歐漢聲和吳克羣，伴娘是果凍姐姐和愷樂，媒人是王彩樺。2014年3月2日，長女誕生；2015年證實乾爹是阿杜。

## 爭議

### 性騷擾及性侵害指控
2023年6月19日受到黃子佼性騷擾醜聞影響，有網友指控一位知名搞笑藝人也是性騷擾加害者，由於受害者文中線索指向藝人NONO，而NONO後來也透過經紀人回應，強調對此事完全沒印象。對此，受害者於19日晚間再度發文，更放話：「歡迎本人提告」！受害者A發文透露，10年前還是新人的她在某次錄影時，被一名來賓要電話號碼，對方以「工作結束得蠻晚」為由，藉口送她回家，結果A竟在車內遭對方強吻、揉胸，還險些被性侵，不過最後對方並未得逞。在被來賓載回家時，對方竟還說道：「不要緊張！一回生二回熟」，而且沒有一句道歉，對此NONO透過經紀人表示：「對此事件毫無印象，不知道如何回應」，而針對NONO透過經紀人的否認聲明，受害者之一網紅直播主「小紅老師」表示將於21日上午十點召開記者會做出說明，會公布自己及其他20位以上受害者的遭遇。21日下午NONO宣布停止所有演藝工作。性騷風波影響下NONO與友人創立的「虎霸炸物」，同日也發出聲明，「即刻起，與藝人NONO暫停品牌合作計畫」。

2023年6月29日中午，網紅直播主「小紅老師」，因不滿NONO對性騷擾事件發生一星期後，毫無向受害人們做出道歉誠意，決定在Facebook上公開11點聲明，與附上圖文相關證據喚起NONO回應沒有印象與不認識的說法，並且詳細整理「NONO犯罪懶人包」以表格方式清楚標示出NONO這20年來所侵犯過的對象與犯罪過程。29日晚上，另一名馮姓網紅也在Facebook發文代受害者發聲，說NONO開車載受害者開往汽車旅館性侵兩次，並貼出NONO在車上摸女性大腿的照片，以及公開不斷追求女性的LINE對話截圖等相關物證。另外也提到NONO與朱海君在艋舺雞排時期經營行為。
2023年6月30日下午「小紅老師」正式到台北地檢署按鈴提告NONO涉嫌性騷擾、性侵害、性侵未遂、強制猥褻、性侵未成年少女等五大罪名，並說明受害人數已增至25人，由小紅老師率先開始連同其他受害者，依序用接力方式輪流向NONO提告，也透漏13年前事件發生時有目擊證人看見，已與對方連絡上且願意用人證方式協助。對此NONO透過經紀人回應「那就交由司法調查」。

截至2023年7月3日，據統計，受害者至少增加到30人，台北地檢署也正式立案偵辦調查。2023年7月12日曾任《終極一班3》擔任施姓化妝師，出面實名指控NONO在劇組時期多次對她性騷擾和強制猥褻，該化妝師隨身攜帶電擊棒曾進行過防衛反制，並趁其空檔安全脫身。

2023年8月2日，檢警搜索NONO住處，並將其移送至台北地檢署複訊，訊後依妨害性自主罪嫌諭知以新台幣50萬元交保。

2024年5月17日，臺灣士林地方檢察署偵辦後認定NONO藉體型優勢強行侵犯6名被害人，依強制性交、強制猥褻等7罪提起公訴並建請法院從重量刑。

2025年5月，臺灣士林地方法院依照1次「強制性交未遂罪」判處2年6個月徒刑，其餘6項罪名無罪，全案可上訴。，同年8月檢方依據後續新事證與補強證供，認定有起訴必要，認定NONO涉犯刑法強制性交罪、強制猥褻罪，2罪應分論併罰，審酌其對被害人身心造成莫大危害，於犯行遭披露後仍矢口否認，犯後態度迴避，未見絲毫悔意，建請法院從重量刑。。

## 主持作品

### 電視節目
| 頻道                                 | 節目                                 |
| 中天娛樂台                           | 《黃金B段班》                        |
| 民視                                 | 《綜藝戰艦》（代班主持）             |
| 台視                                 | 《周六響叮噹》                       |
| 台視                                 | 《綜藝旗艦 Hello jacky!》            |
| 台視                                 | 《歡樂艦隊》                         |
| 台視                                 | 《綜藝旗艦》                         |
| 台視                                 | 《綜藝最愛憲》                       |
| 中視                                 | 《周日八點黨》                       |
| 中視                                 | 《嘻哈幫》                           |
| 中視                                 | 《綜藝哇沙米》                       |
| 華視                                 | 《好運旺旺來》（〈i love abc〉單元） |
| 華視                                 | 《POWER星期天》                      |
| 三立電視                             | 《台灣群星會》                       |
| 三立電視                             | 《台灣大廟口》                       |
| 三立電視                             | 《黃金夜總會》                       |
| 三立電視                             | 《藝界人生》                         |
| 三立電視                             | 《石頭族樂園》                       |
| 三立電視                             | 《鳳中奇緣》                         |
| 三立電視                             | 《超級偶像》                         |
| TVBS                                 | 《娛樂新聞》                         |
| 東森綜合台                           | 《JACKY SHOW》                       |
| 東森綜合台                           | 《全球新人王》                       |
| 台視、華視、ET Jacky、新加坡電視機構 | 《超猛新人王》                       |
| 緯來綜合台                           | 《娛樂大網ㄎㄚ》                     |
| 重慶衛視                             | 《娛樂星工廠》                       |
| 新传媒电视                           | 《3个男人1张口》                     |

## 演出作品

### 電視劇
| 年份   | 劇名               | 角色        |
| 1997年 | 《大姐當家》       | 客串 鐵算盤 |
| 1999年 | 《鐵師玉玲瓏》     | 爵士鼓手    |
| 2002年 | 《聖夏零度C》      | 泰哥        |
| 2005年 | 《好美麗診所》     |             |
| 2012年 | 《幸福好簡單》     | 陳宏昇      |
| 2013年 | 《終極一班3》      | 薩必四      |
| 2015年 | 《星座愛情獅子女》 | 主持人      |
| 2016年 | 《終極一班4》      | 薩必四      |

### 電影
| 年份   | 片名                         | 角色             |
| 1999年 | 《神探兩個半》               |                  |
| 2007年 | 《四大金釵之夜明珠》         |                  |
| 2007年 | 《傻傻愛》                   |                  |
| 2008年 | 《霹靂探哥》                 |                  |
| 2011年 | 《做人》（新加坡電影）       |                  |
| 2012年 | 《贪心鬼见鬼》（新加坡电影） |                  |
| 2014年 | 《鐵獅玉玲瓏》               | 阿添             |
| 2015年 | 《十万夥急》                 | 精神病院醫護人員 |

### 動畫配音
| 年份   | 片名                             | 角色                  |
| 2005年 | 《紅孩兒：決戰火焰山》           | 豬八戒                |
| 2007年 | 《料理鼠王》                     | 大米                  |
| 2007年 | 《亞瑟的奇幻王國：毫髮人的冒險》 | 毫髮國小王子 貝達麥許 |

### MV
| 年份   | 歌手   | 歌名 |
| 2000年 | 周杰倫 | 鬥牛 |

## 獎項
| 年份   | 獲提名         | 獎項                             | 結果 |
| ------ | -------------- | -------------------------------- | ---- |
| 2006年 | 《周日八點黨》 | 第41屆金鐘獎娛樂綜藝節目主持人獎 | 提名 |

## 外部連結
- 台灣NONO的新浪微博
- 陳宣裕 (NoNo)的Facebook專頁
- NONO在互联网电影资料库（IMDb）上的資料（英文）
- NONO在香港影庫上的簡介
- NONO在豆瓣上的资料（简体中文）
- NONO在时光网上的簡介（简体中文）